# Галла, Рышард
Рышард Ежи Галла (пол. Ryszard Jerzy Galla, род. 22 июля 1956, Вроцлав, Польша) — польский политик немецкого происхождения.

## Биография
Рышард Галла родился в семье польских немцев Альфреда и Зенобии Галла. По образованию инженер-механик, в 1996 году окончил Высшую инженерную школу в Ополе. В 2002 году окончил аспирантуру по управлению здравоохранением во Вроцлавском экономическом университете. Он был сотрудником механического завода OFAMA в Ополе и Высшей педагогической школы в Ополе, с 1982 по 1998 год он занимал должность директора муниципального завода. В 1990-х годах он был председателем совета, затем членом правления гмины Компрахцице. С 1998 по 2005 год Галла заседал в Опольском сеймике и исполнял обязанности вице-маршала воеводства (с перерывом в 2002 году, когда он занимал пост маршала в течение нескольких месяцев).
Он стал вице-президентом Социокультурного общества немцев Опольской Силезии, а также почётный член добровольческой пожарной бригады в Компрахцице и председатель совета Фонда развития Силезии и поддержки местных инициатив. В 2006 году Рышард занял пост президента Дома польско-германского сотрудничества.
На парламентских выборах 2001 года Рышард Галла безуспешно баллотировался в сейм Польши. На выборах 2005 года он впервые был избран, получив 9 072 голоса. На досрочных парламентских выборах 2007 года он успешно переизбрался от избирательного списка Немецкого меньшинства, набрав 8 193 голоса в Опольском избирательном округе. На выборах 2011 года он был переизбран снова, получив 11 794 голоса. В 2015 году он снова стал членом парламента, получив 9 623 голоса.
В феврале 2018 году вместе с другими активистами Немецкого меньшинства Рышард официально зарегистрировал партию. Он занял пост председателя этой партии. В 2019 году Галла был избран на очередной срок в сейм, получив 13 957 голосов.

## Награды
- Бронзовый Крест Заслуги (1998)[10]
- Кавалер Большого креста ордена «За заслуги перед ФРГ» (2015)